# BPD Colleferro 1945-1946
Questa pagina raccoglie i dati riguardanti la B.P.D. Colleferro nelle competizioni ufficiali della stagione 1945-1946.

## Stagione
Il Colleferro si trova a giocare in Serie C dopo 2 anni di inattività per via della guerra.
In panchina c'è Amicucci che dopo aver ottenuto un pareggio e una pesante sconfitta contro la Civitavecchiese viene sostituito da Viani, la squadra non riesce comunque a migliorare le sue prestazioni e con solamente due vittorie e ben diciotto sconfitte conclude il campionato al quattordicesimo posto, retrocedendo così in Prima Divisione.

## Risultati

### Serie C

#### Girone di andata
| Arbitro: | Arpaia. |

|                                  |           |                          |
| Rossini 34’ (aut.) Sinibaldi 40’ | Marcatori | 19’ Andirani 29’ Mancini |

| Civitavecchia 28 ottobre 1945 | Civitavecchiese | 5 – 0 | B.P.D. Colleferro | Stadio Giovanni Maria Fattori |

| Arbitro: | Biciocchi (Roma) |

|              |           |          |
| Pozzuoli 43’ | Marcatori | 47’ Rosi |

| Arbitro: | Scalise |

|                        |           |  |
| Corsi 50’ Fiorelli 61’ | Marcatori |  |

| Colleferro 18 novembre 1945 | B.P.D. Colleferro | 0 – 0 | Civita Castellana | Stadio Comunale\| Arbitro: \| Melandri (Roma) \| |
| Arbitro:                    | Melandri (Roma)   |       |                   |                                                  |

| Arbitro: | Prandi |

|                                                   |           |  |
| Patara 15’ Coda 24’, 85’ Mainella 53’ Santini 73’ | Marcatori |  |

| Arbitro: | Callizza (Roma) |

|                         |           |  |
| Levi 37’, 53’, 66’, 75’ | Marcatori |  |

| Colleferro 9 dicembre 1945 | B.P.D. Colleferro | 0 – 0 | Ternana | Stadio Comunale\| Arbitro: \| Scalise (Roma) \| |
| Arbitro:                   | Scalise (Roma)    |       |         |                                                 |

| Arbitro: | Moscatelli |

|                         |           |  |
| Vettraino 56’, 70’, 77’ | Marcatori |  |

| Arbitro: | Pasinetti |

|  |           |                                         |
|  | Marcatori | 50’ Belardi 83’ Cerroni 85’ Scagliarini |

| Arbitro: | Bertini (Salerno) |

|                           |           |             |
| Travagli 74’ Prezioso 84’ | Marcatori | 21’ Scatena |

| Arbitro: | Gemini |

|                                             |           |  |
| Chiaretti 43’, 85’ Risso 46’ Guadagnoli 56’ | Marcatori |  |

| Arbitro: | Di Francesco (Pescara) |

|                          |           |  |
| Gisci 15’ Del Gracco 51’ | Marcatori |  |

#### Girone di ritorno
| L'Aquila 28 gennaio 1946 | L'Aquila | 1 – 0 | B.P.D. Colleferro | Stadio Tommaso Fattori |

| Arbitro: | Prandi |

|              |           |             |
| D'Emilia 50’ | Marcatori | 9’ Pronzati |

| Avezzano 11 febbraio 1946                                | Avezzano  | 3 – 0 | B.P.D. Colleferro | Stadio Dei Marsi |
| \| \| \| \| \| Lacorata 30’, 44’, 47’ \| Marcatori \| \| |           |       |                   |                  |
|                                                          |           |       |                   |                  |
| Lacorata 30’, 44’, 47’                                   | Marcatori |       |                   |                  |

| Arbitro: | Paudice (Napoli) |

|  |           |           |
|  | Marcatori | 29’ Rossi |

| Civita Castellana 24 febbraio 1946 | Civita Castellana | 5 – 3 | B.P.D. Colleferro |  |

| Arbitro: | Mondella (Napoli) |

|                |           |            |
| Bartolotti 29’ | Marcatori | 62’ Brenci |

| Arbitro: | Canerani (Roma) |

|  |           |                         |
|  | Marcatori | 25’ Passarani 51’ Rossi |

| Arbitro: | Zampa (Fabriano) |

|                                         |           |           |
| Moretti 36’, 69’, 60’, 57’ Mozzetta 57’ | Marcatori | 48’ Sofia |

| Colleferro 24 marzo 1946 | B.P.D. Colleferro | 1 – 0 | Trastevere | Stadio Comunale |

| Roma 31 marzo 1946 | Alba Roma | 4 – 1 | B.P.D. Colleferro |  |

| Colleferro 7 aprile 1946 | B.P.D. Colleferro | 0 – 1 | Trionfale Roma | Stadio Comunale |

| Arbitro: | Bernabei |

|                     |           |                               |
| Marcelli 76’ (rig.) | Marcatori | 12’ Tonali 13’, 50’ Chiaretti |

| Colleferro 21 aprile 1946 | B.P.D. Colleferro | 3 – 2 | Tivoli | Stadio Comunale |

## Statistiche di squadra
| Competizione | Punti | In casa | In casa | In casa | In casa | In casa | In casa | In trasferta | In trasferta | In trasferta | In trasferta | In trasferta | In trasferta | Totale | Totale | Totale | Totale | Totale | Totale | DR  |
| Competizione | Punti | G       | V       | N       | P       | Gf      | Gs      | G            | V            | N            | P            | Gf           | Gs           | G      | V      | N      | P      | Gf     | Gs     | DR  |
| ------------ | ----- | ------- | ------- | ------- | ------- | ------- | ------- | ------------ | ------------ | ------------ | ------------ | ------------ | ------------ | ------ | ------ | ------ | ------ | ------ | ------ | --- |
| Campionato   | 10    | 13      | 2       | 6       | 5       | 10      | 17      | 13           | 0            | 1            | 12           | 7            | 42           | 26     | 2      | 7      | 17     | 18     | 58     | -40 |